# Régine Veronnet
Régine Marie Louise Veronnet (ur. 15 listopada 1929 w Dijon) – francuska florecistka, wielokrotna medalistka mistrzostw świata.
Podczas mistrzostw świata w Brukseli w 1953 roku Francuzki w składzie: Kate Bernheim, Renée Garilhe, Raymonde Pécheux, Marguerite Lavagne, Françoise Mailliard i Régine Veronnet zdobyły srebrny medal w zawodach drużynowych. W rywalizacji drużynowej zdobywała następnie srebrne medale na mistrzostwach świata w Rzymie (1955) i mistrzostwach świata w Londynie (1956) oraz brązowe na mistrzostwach świata w Luksemburgu (1954) i mistrzostwach świata w Filadelfii (1958).
Wystartowała na igrzyskach olimpijskich w Melbourne w 1956 roku, odpadając w pierwszej rundzie turnieju indywidualnego. Brała też udział w igrzyskach olimpijskich w Rzymie w 1960 roku, gdzie drużynowo zajęła piąte miejsce, a indywidualnie dotarła do ćwierćfinałów.